# Вичевка
Вичевка (укр. Вичівка) — село в Заречненской поселковой общине Варашского района Ровненской области Украины.
До 2020 года входило в Заречненский район.
В Вичевке есть школа I—III ступеней, сельский клуб, библиотека, отделение связи, автоматическая телефонная станция, дом престарелых, врачебная амбулатория, аптека, Свято-Михайловская церковь «Архистратига Михаила» (1834). Неподалёку от села расположен Вичевский ботанический заказник.
Население по переписи 2001 года составляло 1513 человек. Почтовый индекс — 34050. Телефонный код — 3632. Код КОАТУУ — 5622280701.
Население по состоянию на 01.01.2025 года составляло 1134 человека.